# Albert Courquin
Albert Courquin (* 30. März 1875 in Bourbourg-Campagne; † 24. März 1953 in Albi) war ein französischer Sportschütze.

## Erfolge
Albert Courquin nahm an den Olympischen Spielen 1908 in London und 1924 in Paris teil. 1908 gewann er  gemeinsam mit Eugène Balme, André Parmentier, Léon Johnson, Maurice Lecoq und Raoul de Boigne mit dem Freien Gewehr im Dreistellungskampf die Bronzemedaille hinter Norwegen und Schweden. Den Mannschaftswettbewerb mit dem Armeegewehr über sechs Distanzen schloss er auf dem vierten Rang ab. 16 Jahre darauf kam er gemeinsam mit Georges Roes, Paul Colas, Émile Rumeau und Pierre Hardy in der Mannschaftskonkurrenz mit dem Freien Gewehr, die über die Distanzen 400 m, 600 m und 800 m ausgetragen wurde, auf 646 Punkte und gewann so hinter dem US-amerikanischen und vor dem haitianischen Team die Silbermedaille. Courquin war mit 131 Punkten der zweitbeste Schütze der Mannschaft. In der Einzelkonkurrenz des liegenden Anschlags mit dem Freien Gewehr wurde er Sechster.
Bei Weltmeisterschaften gewann Courquin insgesamt 14 Medaillen. Seinen größten Erfolg erzielte er 1906 in Mailand, als er im stehenden Anschlag mit dem Freien Gewehr Weltmeister wurde. 1908 gewann er in dieser Disziplin in Wien die Silber- sowie 1913 in Camp Perry die Bronzemedaille. In der Liegend-Position wurde er 1914 in Viborg Vizeweltmeister. In Mannschaftswettbewerben war er insbesondere mit dem Freien Gewehr im Dreistellungskampf lange Zeit sehr erfolgreich. Zwischen 1905 und 1914 gewann er mit der Mannschaft sieben Silber- und drei Bronzemedaillen. 